# Irabatha agilis
Irabatha agilis är en stekelart som först beskrevs av Smith 1858.  Irabatha agilis ingår i släktet Irabatha och familjen brokparasitsteklar. Inga underarter finns listade i Catalogue of Life.